# Đorđe Đurić (cyclisme)
 (février 2025).
Si vous disposez d'ouvrages ou d'articles de référence ou si vous connaissez des sites web de qualité traitant du thème abordé ici, merci de compléter l'article en donnant les références utiles à sa vérifiabilité et en les liant à la section « Notes et références ».
Đorđe Đurić, né le 21 juin 2000, est un coureur cycliste serbe.

## Biographie
En 2017, Đorđe Đurić remporte une étape du Belgrade Trophy Milan Panic. L'année suivante, il est sacré double champion de Serbie, en ligne et en contre-la-montre, chez les juniors (moins de 19 ans). Il remporte également la victoire finale ainsi que deux étapes du Memorial Dimitr Yankov, une course internationale bulgare. 
En 2020, il devient champion de Serbie sur route chez les élites, à Kraljevo. 

## Palmarès
- 2017
  - 2e étape du Belgrade Trophy Milan Panic
  - 2e du championnat de Serbie du contre-la-montre juniors
  - 2e du championnat de Serbie sur route juniors
- 2018
  -  Champion de Serbie sur route juniors
  -  Champion de Serbie du contre-la-montre juniors
  - Memorial Dimitr Yankov :
    - Classement général
    - 2e et 4e étapes

  - 3e du Tour of Vojvodina
- 2019
  -  Champion de Serbie du critérium
- 2020
  -  Champion de Serbie sur route
- 2021
  - 3e de l'Adriatic Race
- 2024
  - 1re étape du Tour d'Albanie[1]
- 2025
  - 3e du championnat de Serbie du contre-la-montre

## Classements mondiaux
| Année                                 | 2019  | 2020 | 2021  | 2022 | 2023 | 2024  |
| ------------------------------------- | ----- | ---- | ----- | ---- | ---- | ----- |
| Classement mondial                    | 1733e | 658e | 1319e | nc   | 690e | 1317e |
| UCI Europe Tour                       | 1147e | 533e | 949e  | nc   | nc   | nc    |
|                                       |       |      |       |      |      |       |
| Légende : nc = non classéSource : UCI |       |      |       |      |      |       |